# Cvetana Rijavec
Cvetana Rijavec, slovenska gospodarstvenica in političarka, * 12. april 1953, Šempas.
Med letoma 1997 in 2002 je bila članica Državnega sveta Republike Slovenije.
Med letoma 2007 do 2015 je bila generalna direktorica Ljubljanskih mlekarn.